# Григорян, Арег Хачикович
Арег Хачикович Григоря́н (арм. Արեգ Գրիգորյան, 9 сентября 1952, Ереван) — армянский политический и государственный деятель.
- 1969 — окончил среднюю школу и поступил в Ереванский политехнический институт, который окончил в 1974.
- 1974—1977 — работал инженером, старшим инженером в научно-исследовательском институте комплексных электроприборов, по совместительству преподавал в Ереванском политехническом институте.
- 1977—1980 — аспирант Московского энергетического института.
- 1980—1990 — ассистент, доцент Ереванского политехнического института (заместитель декана по научной работе). Имеет ряд научных трудов.
- 1990—1992 — был министром просвещения Армении.